# 桜舞う季節に
「桜舞う季節に」（さくらまうきせつに）は、2007年4月にリリースされた彩冷えるの通算11枚目のシングルである。発売元はSPEEDDISK。

## 解説
- A Typeは桜舞う季節にのPV、B Typeは桜舞う季節に（ライヴ映像at新宿厚生年金会館）を収録したDVD付き。
- 両タイプそれぞれ10000枚限定発売。

## 収録曲
1. 桜舞う季節に
(作詞：葵 / 作曲：インテツ)
2. 栴檀は双葉より芳し
(作詞：葵 / 作曲：夢人)